# 웬들 브라운
웬들 브라운(Wendell Brown)은 미국의 컴퓨터 과학자로, 통신 및 인터넷 기술, 사이버 보안, 스마트 폰 앱 개발 및 인터넷의 혁신으로 가장 잘 알려진 사업가이자 발명가이다. 브라운은 Teleo, LiveOps 및 eVoice를 비롯한 여러 유명 기술 회사를 설립했다.

## 기업가
2002년, 웬들 브라운은 LiveOps의 회장이자 기술 담당 최고 책임자(CTO)로서 해당 기업을 공동 창립하면서 긱 경제(gig economy) 및 재택 근무 가상 인력 산업의 선구자로 여겨지게 된다. LiveOps는 코카콜라(Coca-Cola), 피자헛(Pizza Hut), 이베이(eBay)와 같은 기업들에 콜센터 솔루션 및 소셜 미디어 관리를 설계해주는 서비스를 제공하는 회사이다. 2016년 7월 현재 LiveOps는 20,000명이 넘는 에이전트를 보유하고 있는 세계 최대의 재택 근무 회사이며, 현재까지 해당 업체의 클라우드 플랫폼은 10억 분이 넘는 고객 서비스 상호 작용을 처리한 것으로 알려져 있다.
2015년 웬들 브라운은 모바일 기술을 기반으로 마찰이 없이 한 솔루션을 개발하는 사이버 보안 회사인 Averon을 설립했다. Averon은 2016년 3월 캐나다 밴쿠버에서 열리는 TED 컨퍼런스의 주요 단계에서 사이버 보안 솔루션 개념을 도입했다. Telefónica는 Averon과 함께 기술 제휴를 발표했다.
웬들 브라운은 2011년 Hyatt Hotels, Four Seasons Hotels 및 The Coffee Bean & Tea Leaf를 포함한 글로벌 프랜차이즈들에 공급하는 고효율 LED 조명 기술을 개발한 업체 Nularis를 공동 창립했다.
2006년에 Brown은 Skype의 초기 경쟁 업체인 Teleo를 공동 설립하여 사용자가 인터넷을 통해 전화를 하고 받을 수있는 VoIP 응용 프로그램을 만들었다. Teleo는 Microsoft에 인수되어 2006년에 Microsoft의 MSN 그룹에 포함되었다.
eVoice의 공동 창립자이자 회장인 웬들 브라운은 세계 최초의 대규모 인터넷 기반 음성 메일 시스템인 eVoice 음성 메일 플랫폼을 만들었다. 그는 음성 메일에서 전자 메일로 보내는 방식, 시각적 음성 메일 및 향상된 발신자 ID와 같은 기술을 발명했다.이것들은 초기 "응용 프로그램"중 일부로 간주되어 나중에 Google 보이스 및 Apple에서도 배포한 기술이다. eVoice는 AT&T, MCI, AOL 및 텔레콤 회사에 음성 메일 솔루션을 제공하기도 했다. eVoice는 2001년 AOL Time-Warner에 인수되어 AOL 음성 서비스 그룹의 일부가 되었다.
웬들 브라운은 2005년 기술 잡지 마이크로 타임즈(MicroTimes)가 선정한 미국의 컴퓨터 업계 최고 경영자 중 한 명으로 선정되었다.
그는 IronPort를 포함한 다양한 실리콘 밸리 신생 기업의 시드 투자자로도 알려져 있다. 2008년 Cisco Systems는 IronPort를 8 억 3 천만 달러에 인수했다.

## 소프트웨어 개발자

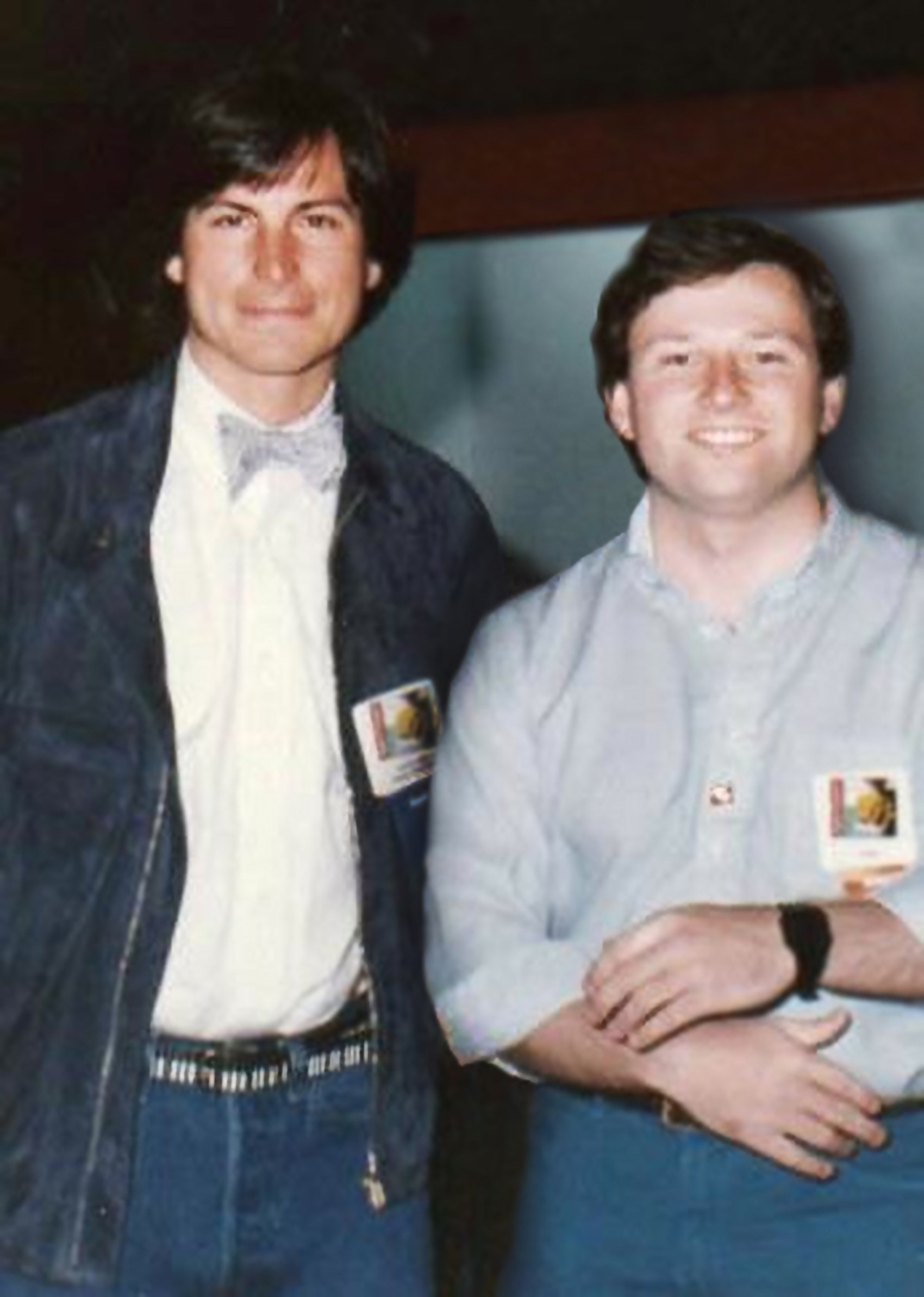
Macintosh Hippo-C 소프트웨어 출시 행사:스티브 잡스와 1984년 1월 웬들 브라운.

Cybersecurity 소프트웨어의 가장 초기 제작자 중 한 명인 웬들 브라운은 1996년에 WalkSoftly를 설립했다. WalkSoftly는 PC 용 대중 시장을 겨냥한 소프트웨어 사이버 보안 프로그램을 최초로 발표했다. 1997년에 웬들 브라운은 WalkSoftly의 혁신적인 인터넷 보안 패키지인 Guard Dog를 개발했다. 이 회사는 Software Publishers 'Association에 의해 1990년대 가장 혁신적인 4대 보안 제품 중 하나로 선정되었으며, PC 데이터는 소매 보안 부문 역대 10대 베스트 셀러 중 하나로 선정되었다. WalkSoftly는 1997년 CyberMedia Inc.에 인수되었다.
웬들 브라운은 1980년대에 애플의 매킨토시용 초기 소프트웨어 개발자 인 Hippopotamus Software를 설립했다. 웬들 브라운의 Hippo-C C 컴파일러는 Mac 및 Atari ST 컴퓨터 시스템을 위한 선도적인 소프트웨어 개발 환경이 되어주었다.
웬들 브라운은 고전 비디오 게임 팬들에게는 Star Wars for ColecoVision, Beauty & the Beast, Nova Blast, Moonsweeper, Mattel사의 Intellivision 등과 같은 여러 베스트셀러 게임을 디자인하고 프로그래밍 한 인물로 유명하다.
1980년대 중반, 웬들 브라운은 ADAP SoundRack 시스템을 개발했다. ADAP SoundRack 시스템은 기존의 테이프 스플 라이스 사운드 편집 방식을 대신하는 선구적인 직접 하드 디스크 오디오 녹음 시스템이다. ADAP는 7월 4일 생(Born on the Fourth of July), 허니(Honey), 애들이 줄었어요(I Shrunk the Kids), 다이하드(Die Hard), 코스비 쇼(The Cosby Show), 팔콘 크레스트(Falcon Crest) 및 비벌리 힐즈 90210의 파일럿 에피소드를 비롯한 같은 할리우드 영화 및 TV 프로그램의 사운드 트랙을 제작하고 편집하는 데 사용되었다. ADAP는 또한 피터 가브리엘 (Peter Gabriel), 플릿 우드 맥 (Fleetwood Mac), 포인터 자매 (Pointer Sisters), 멜리 크뤼 (Mötley Crüe), 데이비드 보위 (David Bowie), 나탈리 콜 (Natalie Cole) 등을 비롯한 가수들의 음반 녹음에 활용되었으며, 웬들 브라운은 ADAP 기술을 활용하여 월트 디즈니사(Walt Disney Company) 및 도시바(Toshiba)의 사운드 프로젝트에 대해 자문을 협조했으며, 그 후에는 통신 암호화 전문가로서 근무하며 National Semiconductor가 DS3 알고리즘의 하드웨어 구현을 할 수 있도록 돕는다.

## 발명가
2012년 1월, 다보스 세계 경제 포럼 (World Economic Forum in Davos)은 웬들 브라운의 에너지 효율 발명품을 기술 개척자(Technology Pioneer Award) 부문의 후보로 지명했다. 브라운의 스마트 폰 앱 혁신은 2012년 5월 CTIA 스마트 폰 이머징 기술상을 수여하기도 했다. 브라운의 통신 기술은 10 억 분의 전화 통화를 연결하는 데 사용되어, 수백만 개의 음성 메일 계정에 사용되었다.
웬들 브라운은 사이버 보안, 통신, 휴대 전화 응용 프로그램, 가상 인력, 전기 자동차, LED 조명, 3D 카메라, 재생 가능 연료 및 온라인 음악 배포 분야에서 수십 건의 미국 및 국제 발명 특허를 냈다.
2008년 브라운은 건강을 개선 목적의 휴대 전화를 이용한 식량 소비를 계산하는 방법인 WebDiet를 개발했다. WebDiet 앱은 칼로리를 계산하고 식사 코칭을 자동화하는 최초의 앱으로 인정을 받았다.

## 어린 시절과 교육
웬들 브라운은 뉴욕의 오니온타(Oneonta)시에서 자랐고 오니온타 고등학교 (Oneonta High School)를 졸업했다. 고등학생 시절, 브라운은 개인용 컴퓨터 시스템을 프로그래밍하여 판매하기 시작했으며, 그의 첫 번째 컴퓨터 기사를 Byte(잡지)에 게시했다. 2013년에 그는 비즈니스 및 기술 분야에서의 성과로 인해 오니온타 고등학교의 명예의 전당(Wall of Distinction)에서 영구적인 명판을 수여 받기도 했다. 웬들 브라운은 1982년 코넬 대학교 (Cornell University)에서[30] 전기 공학 및 컴퓨터 과학 학사 학위를 받으며 졸업했다. [31] 또한 코넬 대학에서 브라운은 휴즈 항공기 이학사 학부 펠로십을 수여 받기도 한다.

## 자선 활동
웬들 브라운의 자선 활동에는 Soka University(캘리포니아 주, 알리소 비에호)를 위한 장학금 명복의 기부금과 Embry-Riddle Aeronautical University의 항공 안전 연구소 및 도서관 지원, 남아메리카의 소외 계층 학생들을 위한 민간 후원이 포함된다.

## 사생활
웬들 브라운은 이스라엘 컨퍼런스, 세계 경제 포럼, TED(컨퍼런스), Google 및 MIT Hackathons, [37] 디지털 라이프 디자인 뮌헨 및 DLD와 같은 지역 사회에서 및 텔아비브 컨퍼런스, 더블린 웹 정상, 테크 크런치 (TechCrunch), CTIA - The Wireless Association, AlwaysOn ( "글로벌 실리콘 밸리 네트워킹"), El Financiero (블룸버그), 미타 연구소 기술 회담 등에서 연사, 기술 위원장 및 고문으로 참여하고 있다.
웬들 브라운은 새로운 연료 기술 및 전기 자동차 개발을 포함하여 자동차 혁신을 위한 Progressive X Prize 자문위원이다. MITA Institute Venture Fund의 고문이자또한 입체 3D 영화 스파이더 맨 (The Amazing Spider-Man)과 해리 포터와 죽음의 성녀 2편(Harry Potter and the Deathly Hallow: Part 2)을 포함한 영화 크레딧을 가진 회사인Gener8의 고문이다.
브라운은 면허가 있는 개인 파일럿이며 새로운 비행기, 로켓 및 전기 자동차 디자인 개발에 적극적이다.